# Sociedad Deportiva de Remo Astillero
La Sociedad Deportiva de Remo Astillero es un club deportivo de El Astillero, en Cantabria (España) que fue fundado por José del Castillo y que ha alcanzado importantes éxitos a lo largo de su historia. Fue fundado en 1966 y desde entonces ha disputado regatas en todas las categorías y modalidades de banco fijo, en bateles, trainerillas y traineras y también activamente en pruebas de banco móvil por España y Europa. Su palmarés es muy extenso, donde cabe destacar la consecución de 8 Campeonatos de España de Traineras, 24 Campeonatos de Cantabria de Traineras, 2 ligas ACT y varias regatas de gran importancia como 5 Banderas de Santander y 2 Banderas de La Concha.

## Trayectoria
El 1 de mayo de 2011, Astillero volvió a convertirse en campeón de España de bateles en la prueba disputada en Ferrol.

## Resultados
| Año  | Liga      | C.Esp | Concha | Aut. | Trainera      | Entrenador       | Patrón                             |
| ---- | --------- | ----- | ------ | ---- | ------------- | ---------------- | ---------------------------------- |
| 2003 | ACT: 1º   | 1º    | 1º     | 1º   | San José XII  |                  |                                    |
| 2004 | ACT: 2º   | 1º    | 1º     | 1º   | San José XIII |                  |                                    |
| 2005 | ACT: 1º   | 1º    |        | 1º   | San José XIII |                  |                                    |
| 2006 | :         | 1º    |        | 1º   | San José XIII |                  |                                    |
| 2007 | :         | -     |        | 3º   |               |                  |                                    |
| 2008 | ARC-2: 1º | 1º    |        | 1º   |               |                  |                                    |
| 2009 | ARC-1: 1º | 3º    |        | 1º   |               |                  |                                    |
| 2010 | ACT: 6º   | 6º    | 6º     | 2º   |               | Jon Salsamendi   | Cristian Garma y Ugaitz Mendizabal |
| 2011 | ACT: 7º   | 6º    | 8º     | 1º   | San José XIV  | Jon Salsamendi   | Cristian Garma y Ugaitz Mendizabal |
| 2012 | ACT: 8º   | 6º    | 6º     | 1º   | San José XIV  | Jon Salsamendi   | Ugaitz Mendizabal                  |
| 2013 | ACT: 9º   | -     | -      | 1º   |               | José Luis Cruces | Iker Gimeno                        |
| 2014 | ACT: 11º  | 7º    | -      | 1º   |               | José Luis Cruces | Iker Gimeno                        |
| 2015 | ACT: 9º   | 5º    | -      | 1º   | San José XV   | Daniel Pérez     | Jonathan Castanedo e Iván Gómez    |
| 2016 | ACT: 7º   | 6º    | -      | 1º   |               | Daniel Pérez     | Jonathan Castanedo e Iván Gómez    |
| 2017 | ACT: 12º  | -     | -      | 1º   |               | Vasile Matei     | Iván Gómez                         |
| 2018 | ARC-1: 1º | -     | 9º     | 1º   |               | Miguel A. Ruiz   | Iker Gimeno                        |
| 2019 | ACT:      | -     |        | 1º   |               | Miguel A. Ruiz   | Iván Gómez y Santiago López        |

## Palmarés
Campeonatos Nacionales

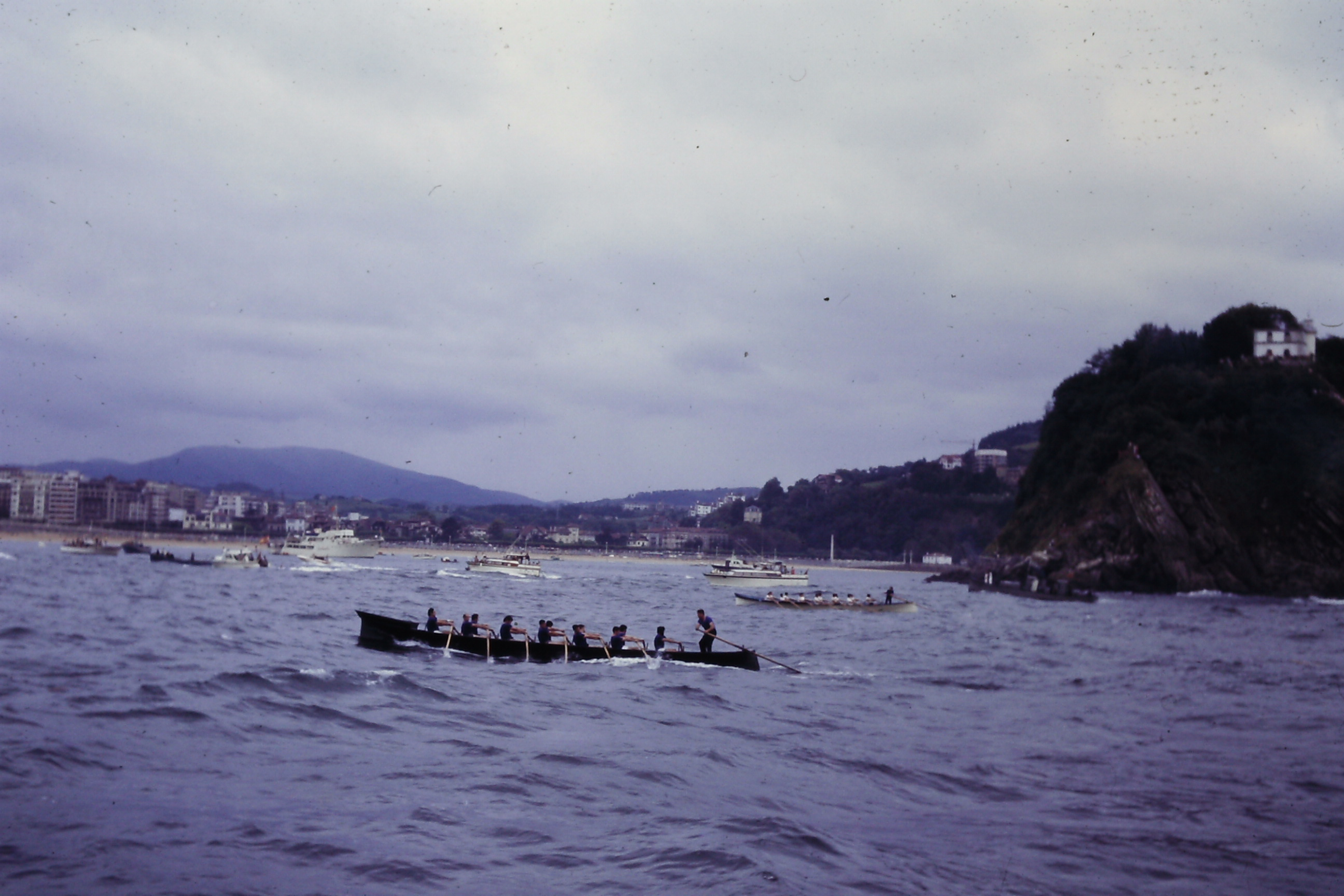
Astillero y Donostia en la Bandera de la Concha de 1976.

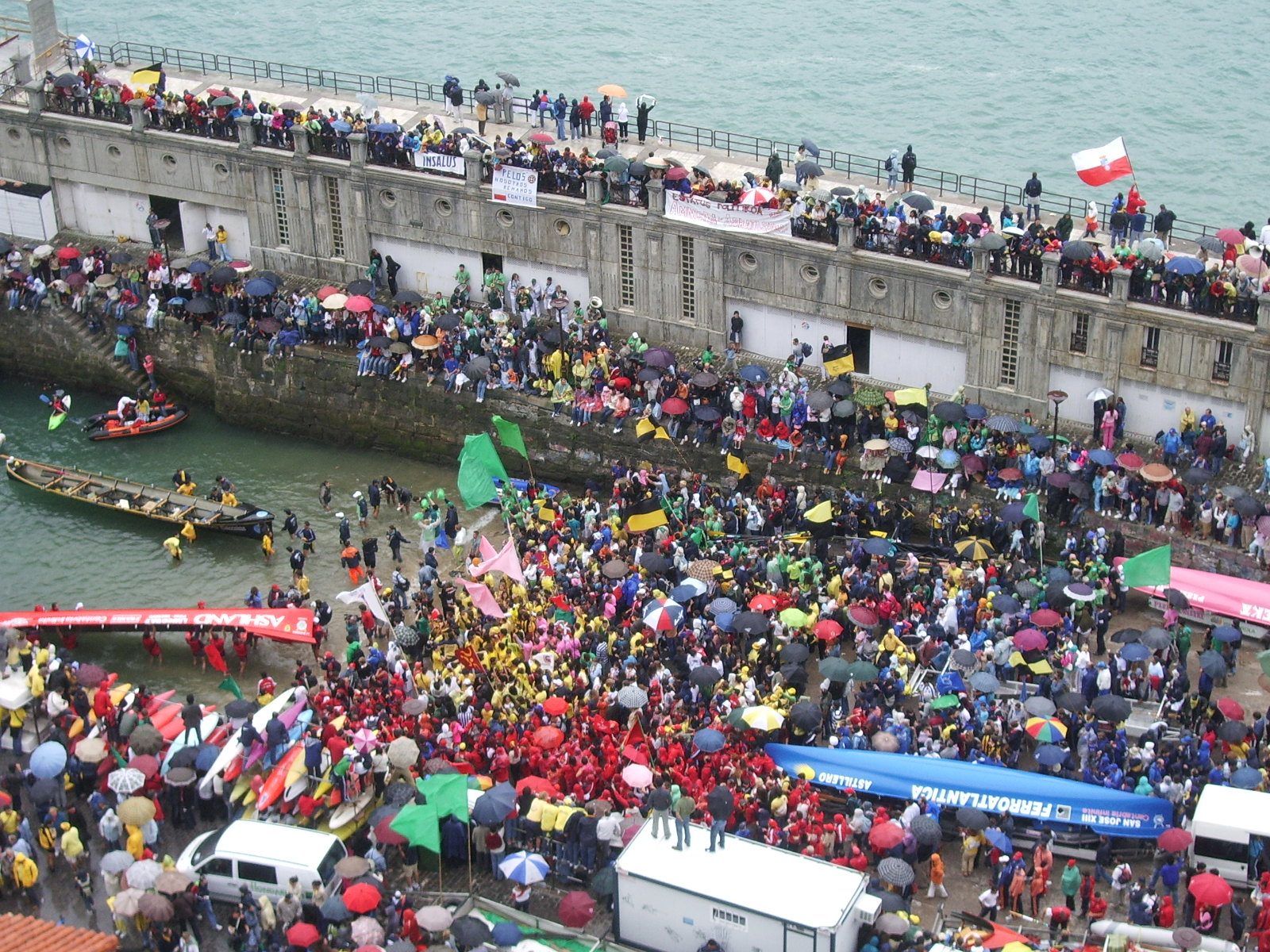
Bandera de la Concha 2005. A la derecha la trainera azul de Astillero.

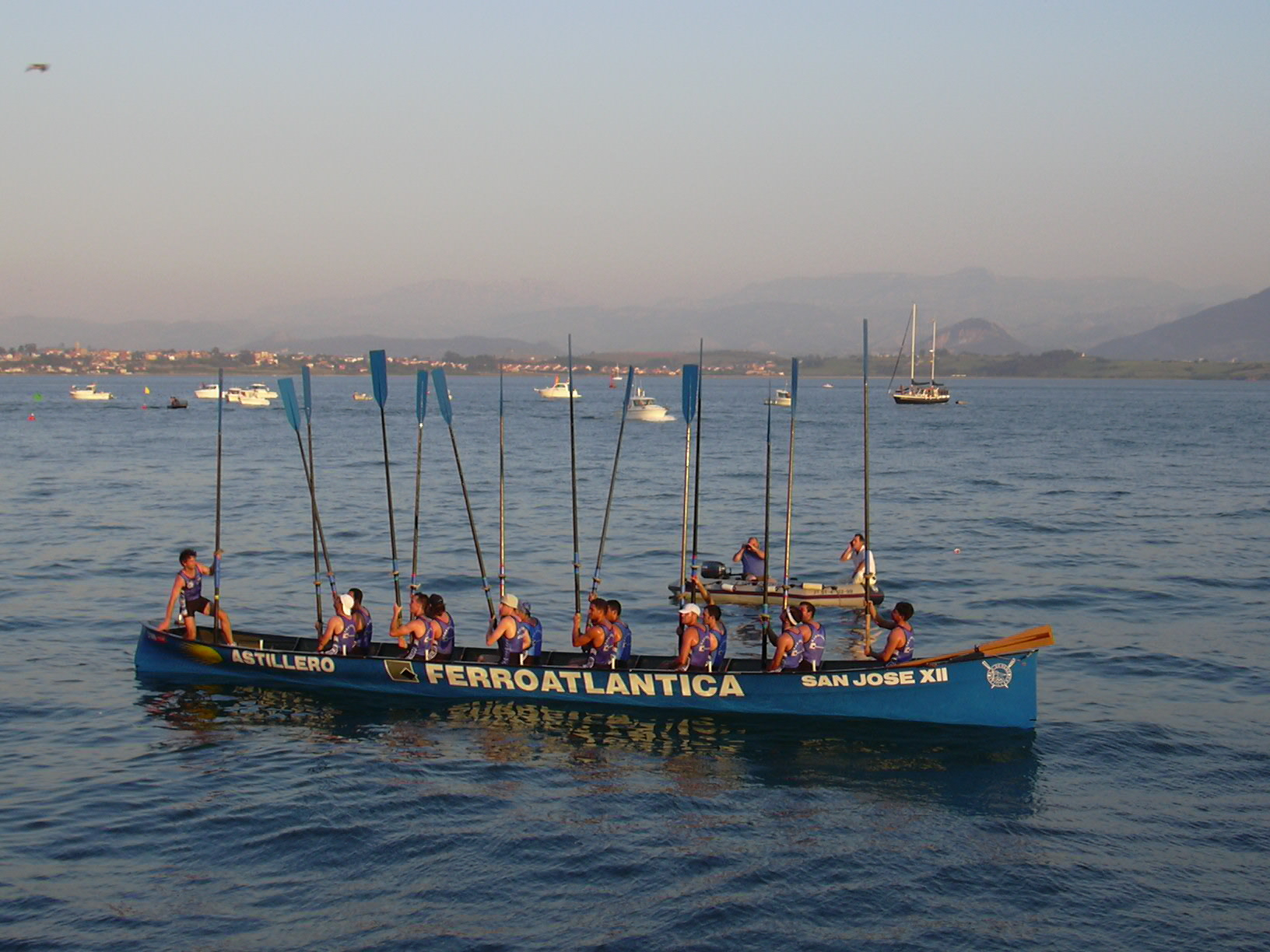
Vencedor de la Regata Bansander 2003.

- 8 Campeonatos de España de Traineras: 1972, 2000, 2002, 2003, 2004, 2005, 2006 y 2008.
- 2 Campeonatos de España de Trainerillas (1977).
- 6 Campeonatos de España de Bateles.
- 3 Campeonatos de España de Remo Olímpico 8+ ABM.
- 2 Copas del Generalísimo: 1971 y 1972.
- 2 Ligas San Miguel: 2003 y 2005.
- 1 Juegos del Cantábrico: 1973.

Campeonatos Regionales
- 25 Campeonatos de Cantabria de Traineras: 1967, 1970, 1971, 1973, 1976, 1978, 1983, 1998, 1999, 2000, 2003, 2004, 2005, 2006, 2008, 2009, 2011, 2012, 2013, 2014, 2015, 2016, 2017, 2018 y 2019.
- 7 Campeonatos de Cantabria de Trainerillas.
- 10 Campeonatos de Cantabria de Bateles.
- 4 Campeonatos de Cantabria de Remoergómetro.
- 1 Trofeo El Diario Montañés: 2003.

Banderas
- 5 Banderas de Santander: 1970, 1971, 1972, 1998 y 2008.
- 1 Regata 50.º aniversario Pedreña: 1970.
- 2 Grandes Premios del Nervión: 1971 y 1972.
- 2 Trofeo Príncipe de España de traineras: 1971 y 1972.
- 5 Banderas de Santoña: 1971, 1972, 1975, 1976 y 1998.
- 13 Grandes Premios Ayuntamiento de Astillero: 1971, 1972, 1975, 1976, 1978, 1998, 1999, 2000, 2002, 2004, 2005, 2008 y 2009.
- 5 Banderas Marina de Cudeyo: 1971, 1978, 1983, 1998 y 2005.
- 2 Banderas Pasajes de San Pedro: 1972 y 2005.
- 1 Bandera de Beraún: 1972.
- 1 Regata Pro-Remeros Orio: 1972.
- 1 Homenaje Póstumo Xabier Barandiaran: 1972.
- 1 Trofeo Finanzauto: 1973.
- 3 Banderas Ciudad de Castro Urdiales: 1975, 2003 y 2009.
- 2 Banderas de Zarauz: 1976 y 2003.
- 1 Bandera de Laredo: 1976.
- 12 Banderas Sotileza: 1978, 1982, 1994, 2002, 2004, 2005, 2006, 2008, 2011, 2012, 2013 y 2014.
- 6 Banderas del Real Astillero de Guarnizo: 1982, 1999, 2004, 2005, 2008 y 2009.
- 1 Bandera de Koxtape: 1998.
- 1 Bandera del Gobierno Regional: 1998.
- 5 Banderas de La Rioja: 1999, 2000, 2004, 2005 y 2009.
- 10 Banderas Bansander: 1999, 2001, 2003, 2004, 2005, 2006, 2010, 2012, 2013 y 2014
- 2 Banderas de Ondárroa: 1999 y 2009.
- 1 Gran Premio Metavi: 1999.
- 1 Trofeo S.D. de Remo Astillero: 1999.
- 1 Bandera de Guecho: 2000.
- 3 Banderas Flaviobriga: 2000, 2002 y 2003.
- 6 Banderas Hipercor: 2000, 2003, 2004, 2013, 2014 y 2016.
- 1 Bandera de la Sociedad Deportiva de Remo Castro Urdiales: 2000.
- 1 Bandera Ferroatlántica: 2000.
- 1 Bandera de Pontejos: 2000.
- 2 Banderas de Fuenterrabía: 2002 y 2005.
- 1 Regata Clasificatoria Liga Vasca A: 2002.
- 2 Regatas Clasificatorias Bandera La Concha: 2002 y 2003.
- 2 Banderas de La Concha: 2003 y 2004.
- 5 Banderas Caja Cantabria: 2003, 2004, 2005, 2008 y 2009.
- 2 Banderas de Pereira-Tirán: 2003 y 2004.
- 1 Bandera Concello do Boiro: 2003.
- 2 Banderas SDR Pedreña: 2003 y 2005.
- 2 Banderas BBK- El Correo: 2003, 2004, 2005 y 2009.
- 1 Bandera Concello do O Grove: 2003.
- 1 Bandera de Orio: 2003.
- 1 Bandera Fiesta del Besugo: 2008.
- 1 Bandera PRC: 2003.
- 2 Banderas Telefónica: 2003 y 2005.
- 1 Bandera BBK-Nervión: 2003.
- 2 Banderas de Bermeo: 2004 y 2005.
- 1 Bandera Eibar Inmobiliario/Orio: 2004.
- 2 Banderas Puerto de Pasajes: 2004 y 2005.
- 1 Bandera Tierra de Jubileo: 2004.
- 1 Bandera de Plencia: 2005.
- 2 Banderas de Trintxerpe: 2005 y 2008.
- 1 Bandera Concello Vigo: 2005.
- 1 Bandera Outón Fernández: 2005.
- 1 Bandera El Corte Inglés: 2005.
- 1 Trofeo Campeones Lequeitio: 2005.
- 1 Bandera Ayuntamiento de Gozón: 2008
- 1 Bandera de La Maruca: 2008
- 1 Bandera de San Juan de Luz: 2008
- 1 Bandera Areatako: 2008
- 1 Bandera Fiesta del Besugo: 2008 y 2009
- 1 Bandera de Rentería: 2008.
- 1 Bandera de Algorta-Guecho: 2008.
- 1 Bandera Villa de Bilbao: 2008.
- 1 Bandera Ría del Asón: 2008.
- 1 Bandera de Erandio: 2008.
- 1 Bandera de San Vicente de la Barquera: 2008.
- 1 Bandera de Santurce: 2009.
- 1 Bandera de Elanchove: 2009.
- 1 Contra-reloj de Astillero: 2009.
- 1 Bandera de Camargo: 2009.
- 1 Bandera Petronor: 2009.
- 1 Bandera Noble Villa de Portugalete: 2009.
- 1 Bandera Pasajes: 2009.
- 1 Bandera de Kaiku: 2010.
- 3 Banderas El Socorro: 2010, 2011, 2012 y 2013.
- 1 Memorial Luis Valdueza.
- 1 Descenso del Asón: 2011.